# Anneyron
Anneyron – miejscowość i gmina we Francji, w regionie Owernia-Rodan-Alpy, w departamencie Drôme.
Według danych na rok 1990 gminę zamieszkiwało 3038 osób, a gęstość zaludnienia wynosiła 84 osoby/km² (wśród 2880 gmin regionu Rodan-Alpy Anneyron plasuje się na 290. miejscu pod względem liczby ludności, natomiast pod względem powierzchni na miejscu 137.).

## Populacja

Populacja Anneyron w latach 1962–2008